# 曹邵
曹 邵（そう しょう、? - 190年）は、中国後漢末期の人物。豫州沛国礁県の人。字は伯南。子は曹真・曹彬・徳陽郷主（夏侯尚夫人）。曹操の親族にあたる。

## 経歴
裴松之の注に引用される『魏書』には、曹真が曹操の従子（おい）であると記されている（『三国志』「曹真伝」）。
初平元年（190年）、曹邵は曹操が挙兵した時に一族として呼応した。しかし、豫州刺史であった黄琬に殺害されてしまった。ただし、曹真の父は秦伯南という人物であったという異説もあり、こちらが正しいとすれば曹邵などという人物は存在しなかったことになる。
こうして、曹操は曹真が年少の身で父を失ったことを憐れみ、自らが引き取って他の子と同じように養い、（おそらく同年代であった）曹丕と起居を共にさせたという（『三国志』「曹真伝」）。

## 脚註
1. ↑  『隷釈・隷続』（中華書局出版）が引く『宗倶碑陰』より。
2. ↑  『三国志』曹真伝の裴松之注に引用される『魏書』には、曹操が挙兵した時に呼応して兵を集め従った。豫州牧の黄琬が曹操を殺そうとした際、曹操が難を逃れたが曹邵は殺された、とある。ただしこれは中平6年（189年）中に豫州牧から司徒に遷っているという『後漢書』「献帝紀」の記述と矛盾する。
3. ↑  または黄琬配下の沛国の相の袁忠（中国語版）によって討たれた説もある。
4. ↑  曹真伝の裴松之注に引用される『魏略』によると、曹真の姓が元来は秦氏で、父の秦伯南は曹操と親しい間柄であった。興平末年（195年か）、曹操は袁術とともに盗賊の討伐に向かったところ、逆に盗賊に追われることとなり、秦伯南の邸に逃げ込んだ。盗賊が邸に来ると秦伯南は自ら門を出て、盗賊に対し「私が曹操だ」と名乗ったため殺害された。曹操はその功績から、息子の真に曹姓を名乗らせたとある。